# Orictocenose
Em Paleontologia, uma orictocenose (do grego orictos que significa fóssil e cenosis que significa comunidade) consiste na associação de todos os elementos fósseis presentes numa dada jazida fossilífera, num afloramento.

## Orictocenoses e Tafonomia
Os processos de formação das orictocenoses, a partir de uma ou várias (paleo)biocenoses originais, são estudados no âmbito da Tafonomia, a disciplina paleontológica que estuda a formação dos fósseis e das jazidas fossilíferas.
Os elementos constituintes de uma orictocenose - os diferentes fósseis da "comunidade fossilífera" - são caracterizados como autóctones, subautóctones ou alóctones (exóticos), consoante a sua origem, mais ou menos relacionada com o local e o contexto geológico onde finalmente os encontramos.
Elementos autóctones - Elementos - fósseis - correspondentes a organismos que viveram, morreram e foram enterrados no local e na posição em que os encontramos numa orictocenose. Estes elementos, desde a biocenose original, não sofreram qualquer tipo de transporte. São também referidos como fósseis in situ. Exemplo, os fósseis de bivalves endobentónicos que são encontrados ainda com as duas valvas articuladas e enterrados com o eixo antero-posterior da concha subvertical e o umbo dirigido para baixo, tal como sucedia quando os organismos originais ainda estavam vivos naquele local.
Elementos subautóctones - Elementos que sofreram algum tipo de transporte, relacionado com a morte do organismo ou pós-morte, acabando por ser enterrados num local ou numa posição que não corresponde exactamente ao local e à posição original que o organismo adoptada em vida. Houve transporte, por isso não podem ser apelidados de fósseis in situ, mas o transporte não foi significativo. Exemplo, os fósseis de conchas de bivalves e de gastrópodes marinhos encontrados, sem orientação relacionada com a sua posição em vida, em rochas de fácies marinha. Os fósseis de organismos marinhos não estão em posição de vida, sofreram algum transporte, mas estão próximo do local original de vida e num contexto similar (fácies marinha).
Elementos alóctones - Elementos da orictocenose que sofreram transporte significativo, relacionado com a morte do organismo ou que ocorreu após a sua morte, acabando por ser enterrados em locais e ambientes muito distintos (por vezes muito distantes) do local original de vida. Exemplo, os fósseis de troncos de árvores encontrados em associação com fósseis de organismos marinhos, em sedimentos acumulados em ambientes marinhos. Neste caso, há uma clara incompatibilidade entre o carácter terrestre dos fósseis dos troncos de árvores e a fácies marinha em que os encontramos actualmente.

## Para saber mais
- Temas de Paleontologia.
- Temas de Tafonomía.
- International Plant Taphonomy Meeting
- Phyto-Taphonomy and Taphonomy Links